# Frank Morris

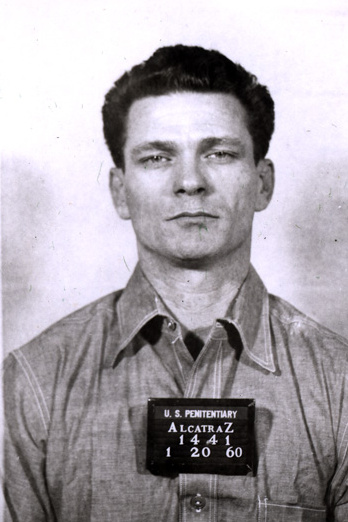
Frank Morris, Häftlingsnummer AZ1441 (1960)

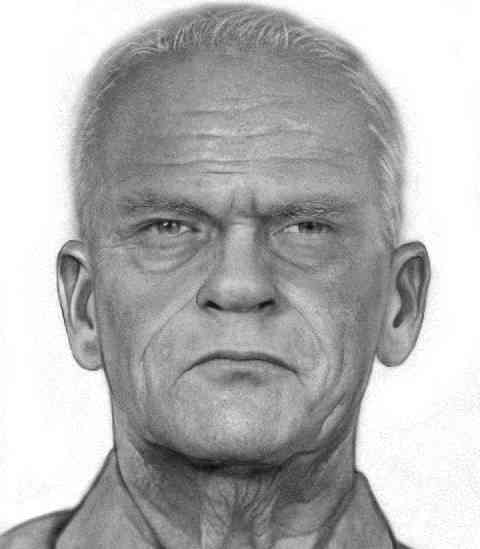
Frank Morris, künstlich gealtertes Fahndungsfoto (2016)

Frank Lee Morris (* 1. September 1926; † unbekannt, verschollen am 11. Juni 1962; Tod ungewiss, vermutet werden der 12. Juni 1962 und Oktober 2005) war ein US-amerikanischer Krimineller, der aus dem berüchtigten Gefängnis Alcatraz entkam und nie wieder gesehen wurde.

## Leben und Wirken
Morris soll einen IQ von 133 besessen haben. Er wurde im Laufe seines Lebens unter anderem wegen Drogenhandels und bewaffneter Überfälle verurteilt und 1960 auf die Gefängnisinsel Alcatraz vor San Francisco gebracht, von der er 1962 einen Fluchtversuch unternahm. Zusammen mit den beiden Brüdern John und Clarence Anglin grub er sich seinen Weg durch die alten Gemäuer eines Lüftungsschachtes frei. Zusammen gelangten sie über den Zellenblock schließlich nach außen und verschwanden dann mit einem Schlauchboot, das sie aus Regenmänteln angefertigt hatten. Ihr Verschwinden wurde erst am nächsten Morgen bemerkt, als die Flüchtigen bereits einen Vorsprung von über neun Stunden hatten.
Es wird angenommen, dass Morris und die Brüder Anglin bei dem Fluchtversuch ertrunken sind; allerdings wurden die Leichen nie gefunden. Einige neuere Indizien sprechen jedoch dafür, dass Morris und den Anglin-Brüdern die Flucht gelungen sein könnte. Spätere Fluchtversuche haben gezeigt, dass man von Alcatraz aus an Land schwimmen kann.
Frank Morris und die Brüder John und Clarence Anglin sind nach wie vor notiert auf der Liste der meistgesuchten Verbrecher im nördlichen Kalifornien (Northern California Most Wanted). Die dort von ihnen gezeigten Bilder wurden vom FBI künstlich gealtert und zeigen, wie sie heute aussehen könnten.
Morris’ Geschichte diente als Vorlage für den Film Flucht von Alcatraz mit Clint Eastwood.